# Hans Koch (Pädagoge)
Hans Koch (* 29. Mai 1898 in Alfeld (Leine); † 17. August 1989 in Bremen) war ein deutscher Gymnasiallehrer und Direktor (1945–1964) der alten Schule am Leibnizplatz.

## Biografie
Koch war der Sohn eines Pastors. Er absolvierte ein Realgymnasium in Alfeld und bis 1918 das Gymnasium in Einbeck. Anschließend studierte er Deutsch, Erdkunde und Geschichte an der Universität Göttingen. Auch als Referendar war er in Göttingen tätig. 1926 war er Lehrer am Lyzeum in Leer, ab 1927 an der Oberschule für Mädchen an der kleinen Helle in Bremen und ab 1940 an der Lüderitzschule Bremen (später Oberrealschule an der Dechanatstraße). Im Zweiten Weltkrieg war er ab 1944 Soldat. Politisch war er unbelastet.
Nach seiner Entlassung aus der Kriegsgefangenschaft in Norwegen erhielt er die Leitung der Schule am Leibnizplatz, eine Oberschule und dann ein Gymnasium in Bremen–Neustadt. Koch fiel die Aufgabe zu, diese Schule neu zu organisieren. 1947/48 wurde er auch Schulleiter der Oberschule für Mädchen – die ehemalige Mädchenschule Anna Waetge – an der Mainstraße. Er integrierte seit 1950 im Rahmen der Koedukation das Lyzeum in die Leibniz-Schule. Bis 1964 reformierte er die große Schule.